# Holitna
La rivière Holitna est un cours d'eau d'Alaska, aux États-Unis situé dans la région de recensement de Bethel et la région de recensement de Dillingham. C'est un affluent du fleuve Kuskokwim.

## Description
Longue de 110 milles (177 km), elle est formée par la rivière Kogrukluk et la rivière Shotgun Creek, et coule en direction du nord-est pour se jeter dans le fleuve Kuskokwim à 1,5 milles (2 km) au sud de Sleetmute.
Son nom a été référencé en 1829 par le lieutenant G.A. Sarivhev, qui l'avait écrit Khulitna. Orthographié Khulitnak en 1842-1844 par le lieutenant Lavrenti Zagoskine, elle figure sous le nom Holitnuk sur les cartes de l'United States Geological Survey en 1898.

## Affluent
- Hoholitna – 165 milles (266 km)